# 엘레지의 여왕
"엘레지의 여왕"은 한국에서 제작된 한형모 감독의 1967년 드라마 영화이다. 최남현 등이 주연으로 출연하였고 김태수 등이 제작에 참여하였다.

## 출연

### 주연
- 최남현
- 남정임
- 박노식

## 기타
- 원작자: 김영수
- 조명: 정경희
- 미술: 이봉선